# Saint-Jacques-sur-Darnétal
Pour les articles homonymes, voir Saint-Jacques.
Saint-Jacques-sur-Darnétal est une commune française située dans le département de la Seine-Maritime en région Normandie.

## Géographie

### Localisation
La commune fait partie de la Métropole Rouen Normandie.
| Roncherolles-sur-le-Vivier |                            | Préaux           |
| Darnétal                   | Saint-Jacques-sur-Darnétal | Bois-l'Évêque    |
| Saint-Léger-du-Bourg-Denis | Saint-Aubin-Épinay         | Bois-d'Ennebourg |

### Transports
La ligne de bus 28 du réseau Astuce permet aux habitants de Saint-Jacques-sur-Darnétal de rejoindre le centre-ville de Rouen en une trentaine de minutes avec en moyenne, un bus par demi-heure en semaine. Pas de bus le dimanche.

### Hydrographie
La commune est située dans le bassin Seine-Normandie. Elle n'est drainée par aucun cours d'eau,.

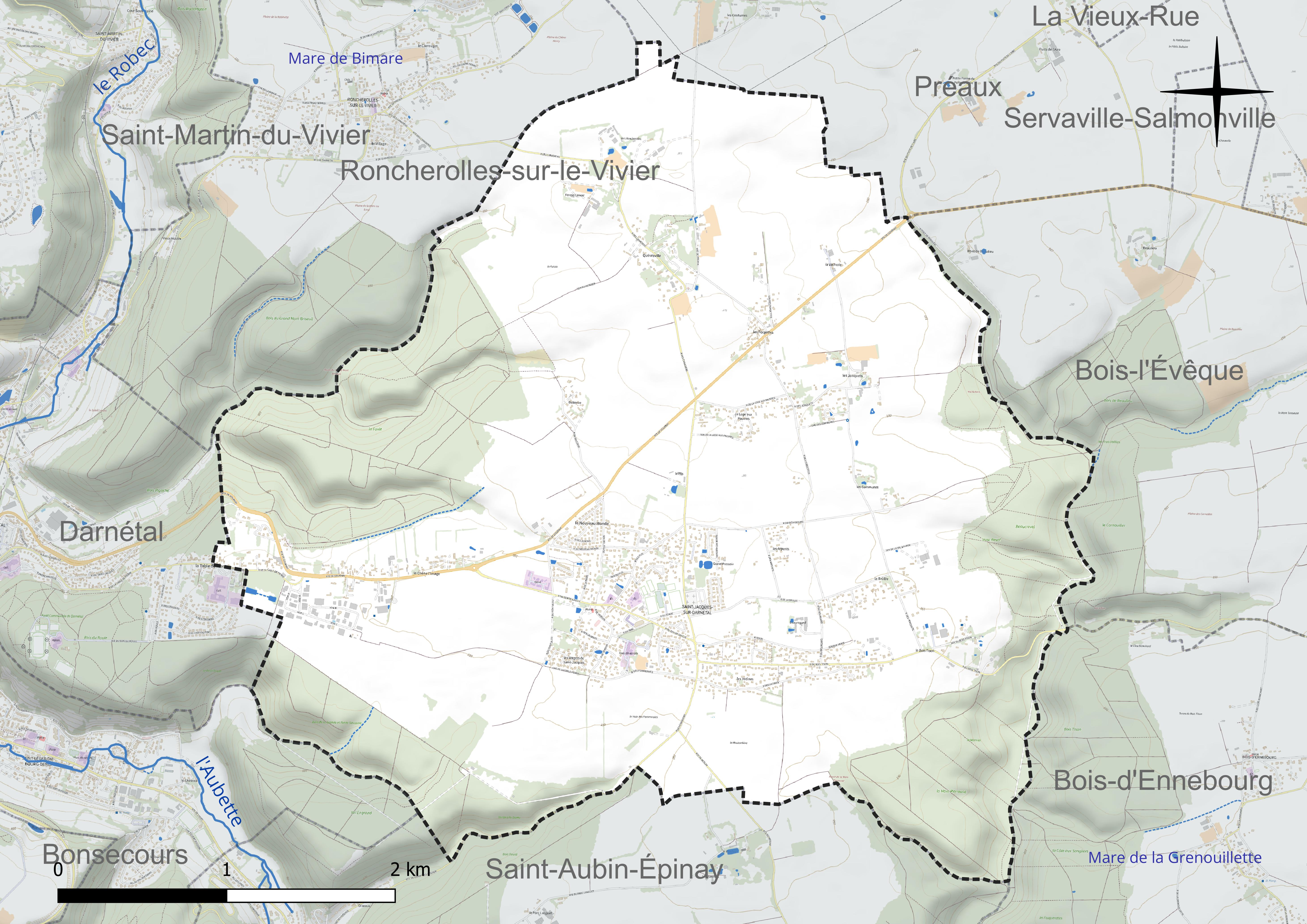
Réseau hydrographique de Saint-Jacques-sur-Darnétal.

### Climat
Pour des articles plus généraux, voir Climat de la Normandie et Climat de la Seine-Maritime.
En 2010, le climat de la commune est de type climat océanique dégradé des plaines du Centre et du Nord, selon une étude du CNRS s'appuyant sur une série de données couvrant la période 1971-2000. En 2020, Météo-France publie une typologie des climats de la France métropolitaine dans laquelle la commune est exposée à un climat océanique et est dans la région climatique Côtes de la Manche orientale, caractérisée par un faible ensoleillement (1 550 h/an) ; forte humidité de l’air (plus de 20 h/jour avec humidité relative > 80 % en hiver), vents forts fréquents. Parallèlement le GIEC normand, un groupe régional d’experts sur le climat, différencie quant à lui, dans une étude de 2020, trois grands types de climats pour la région Normandie, nuancés à une échelle plus fine par les facteurs géographiques locaux. La commune est, selon ce zonage, exposée à un « climat maritime », correspondant au Pays de Caux, frais, humide et pluvieux, légèrement plus frais que dans le Cotentin.
Pour la période 1971-2000, la température annuelle moyenne est de 10,2 °C, avec une amplitude thermique annuelle de 14,1 °C. Le cumul annuel moyen de précipitations est de 849 mm, avec 13,3 jours de précipitations en janvier et 8,7 jours en juillet. Pour la période 1991-2020, la température moyenne annuelle observée sur la station météorologique la plus proche, située sur la commune de Boos à 6 km à vol d'oiseau, est de 10,9 °C et le cumul annuel moyen de précipitations est de 847,5 mm,. Pour l'avenir, les paramètres climatiques de la commune estimés pour 2050 selon différents scénarios d’émission de gaz à effet de serre sont consultables sur un site dédié publié par Météo-France en novembre 2022.

## Urbanisme

### Typologie
Au 1er janvier 2024, Saint-Jacques-sur-Darnétal est catégorisée bourg rural, selon la nouvelle grille communale de densité à sept niveaux définie par l'Insee en 2022.
Elle appartient à l'unité urbaine de Saint-Jacques-sur-Darnétal, une unité urbaine monocommunale constituant une ville isolée,. Par ailleurs la commune fait partie de l'aire d'attraction de Rouen, dont elle est une commune de la couronne,. Cette aire, qui regroupe 317 communes, est catégorisée dans les aires de 200 000 à moins de 700 000 habitants,.

### Occupation des sols
L'occupation des sols de la commune, telle qu'elle ressort de la base de données européenne d’occupation biophysique des sols Corine Land Cover (CLC), est marquée par l'importance des territoires agricoles (59,4 % en 2018), en diminution par rapport à 1990 (64,1 %). La répartition détaillée en 2018 est la suivante : 
terres arables (53,9 %), forêts (25,3 %), zones urbanisées (15,3 %), prairies (4 %), zones agricoles hétérogènes (1,5 %). L'évolution de l’occupation des sols de la commune et de ses infrastructures peut être observée sur les différentes représentations cartographiques du territoire : la carte de Cassini (XVIIIe siècle), la carte d'état-major (1820-1866) et les cartes ou photos aériennes de l'IGN pour la période actuelle (1950 à aujourd'hui).

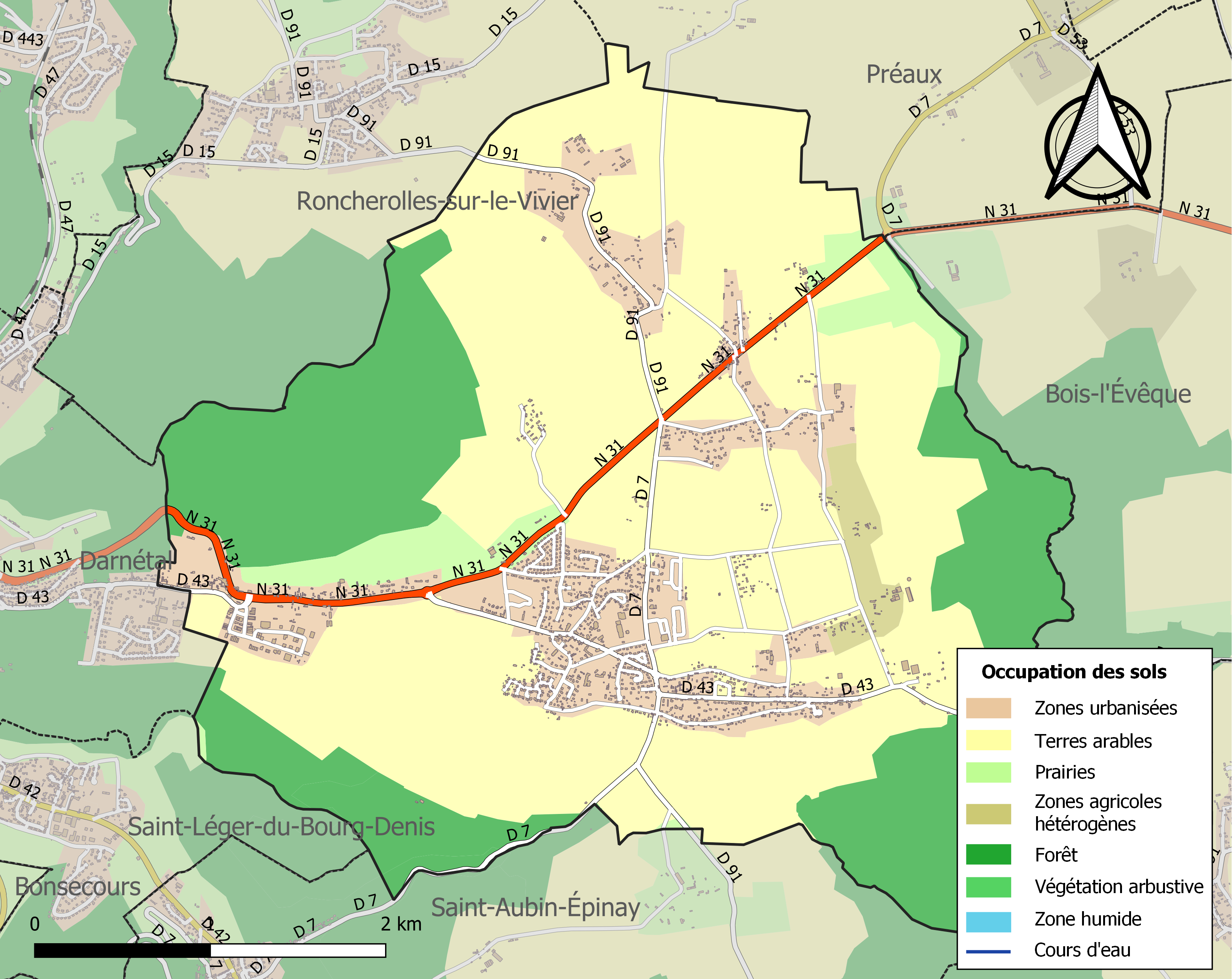
Carte des infrastructures et de l'occupation des sols de la commune en 2018 (CLC).

## Toponymie
Le nom de la localité est attesté sous les formes Pro Sancti Jacobi terra et Sancti Jacobi vers 1040 et 1050, In Sancto Jacobo en 1180, Sanctus Jacobus vers 1240, Anvers Saint Jame prez de Roem vers 1266, Parrochia Sancti Jacobi supra Darnestal en 1276, Parrochia Sancti Jacobi supra Dagnestall en 1314, Saint Jaques en 1319, Sanctus Jacobus en 1337, Saint Jacques sur Darnetal au XIVe siècle, Paroisse de Saint Jaques sur Dernestal en 1460, Saint Jacques sur Darnetal en 1715.
La paroisse et l'église sont dédiées à Jacques de Zébédée.
Darnétal est la commune voisine.
La commune de Quévreville-la-Millon est rattachée à Saint-Jacques-sur-Darnétal en 1826, son nom est attesté sous les formes Caprevilla vers 1040 et 1050, Chevrevilla vers 1043. Elle tire son nom de l’élevage de chèvres.

## Histoire
En 1826, la commune de Quévreville-la-Millon est rattachée à Saint-Jacques-sur-Darnétal.
Les soldats canadiens ont libéré la ville en 1944 en arrivant par l'ouest. Pour rendre hommage à ces soldats, la rue par laquelle les soldats canadiens sont arrivés est nommée rue des Canadiens.

## Politique et administration
| Période                                  | Période                    | Identité          | Étiquette       | Qualité                           |
| ---------------------------------------- | -------------------------- | ----------------- | --------------- | --------------------------------- |
| 1906                                     | 1925                       |                   | Louis Rousselin |                                   |
| Les données manquantes sont à compléter. |                            |                   |                 |                                   |
| octobre 1947                             | mars 1965                  | Maurice Fisset    |                 |                                   |
| mars 1965                                | mars 1971                  | André Bart        |                 |                                   |
| mars 1971                                | mars 2008                  | André Wazzau      | DVD             |                                   |
| mars 2008                                | mai 2020                   | Danielle Pignat   | DVG             | Retraitée de la fonction publique |
| mai 2020,                                | En cours (au 10 août 2020) | Frédéric Delaunay | SE              | Issu du milieu bancaire           |

## Population et société

### Démographie
L'évolution du nombre d'habitants est connue à travers les recensements de la population effectués dans la commune depuis 1793. Pour les communes de moins de 10 000 habitants, une enquête de recensement portant sur toute la population est réalisée tous les cinq ans, les populations de référence des années intermédiaires étant quant à elles estimées par interpolation ou extrapolation. Pour la commune, le premier recensement exhaustif entrant dans le cadre du nouveau dispositif a été réalisé en 2008.

En 2022, la commune comptait 3 134 habitants, en évolution de +15,65 % par rapport à 2016 (Seine-Maritime : +0,35 %, France hors Mayotte : +2,11 %).
| 1793  | 1800  | 1806  | 1821 | 1831  | 1836  | 1841  | 1846  | 1851  |
| ----- | ----- | ----- | ---- | ----- | ----- | ----- | ----- | ----- |
| 1 003 | 1 100 | 1 061 | 970  | 1 246 | 1 263 | 1 329 | 1 321 | 1 280 |

| 1856  | 1861  | 1866  | 1872  | 1876  | 1881  | 1886  | 1891  | 1896  |
| ----- | ----- | ----- | ----- | ----- | ----- | ----- | ----- | ----- |
| 1 265 | 1 238 | 1 185 | 1 137 | 1 133 | 1 074 | 1 112 | 1 004 | 1 076 |

| 1901  | 1906  | 1911  | 1921 | 1926  | 1931  | 1936  | 1946  | 1954  |
| ----- | ----- | ----- | ---- | ----- | ----- | ----- | ----- | ----- |
| 1 070 | 1 044 | 1 013 | 962  | 1 035 | 1 053 | 1 053 | 1 136 | 1 203 |

| 1962  | 1968  | 1975  | 1982  | 1990  | 1999  | 2006  | 2008  | 2013  |
| ----- | ----- | ----- | ----- | ----- | ----- | ----- | ----- | ----- |
| 1 110 | 1 175 | 1 561 | 2 040 | 2 407 | 2 492 | 2 564 | 2 588 | 2 577 |

| 2018  | 2022  | - | - | - | - | - | - | - |
| ----- | ----- | - | - | - | - | - | - | - |
| 2 961 | 3 134 | - | - | - | - | - | - | - |

### Sports
Saint-Jacques-sur-Darnétal possède un complexe sportif assez développé pour une commune de son envergure : une salle de sport comportant une salle de basket-ball/ handball/ judo/ musculation/gymnastique ainsi que quatre terrains de football et cinq courts de tennis.

### Manifestations culturelles et festivités
Cette ville est aussi connue pour son feu de la Saint-Jean annuel qui rassemble un nombre très important de personnes.

## Économie
- Zone d'activités de la Briqueterie.

## Culture locale et patrimoine

### Lieux et monuments
- Mairie de Saint-Jacques-sur-Darnétal.Mairie de Saint-Jacques-sur-Darnétal.

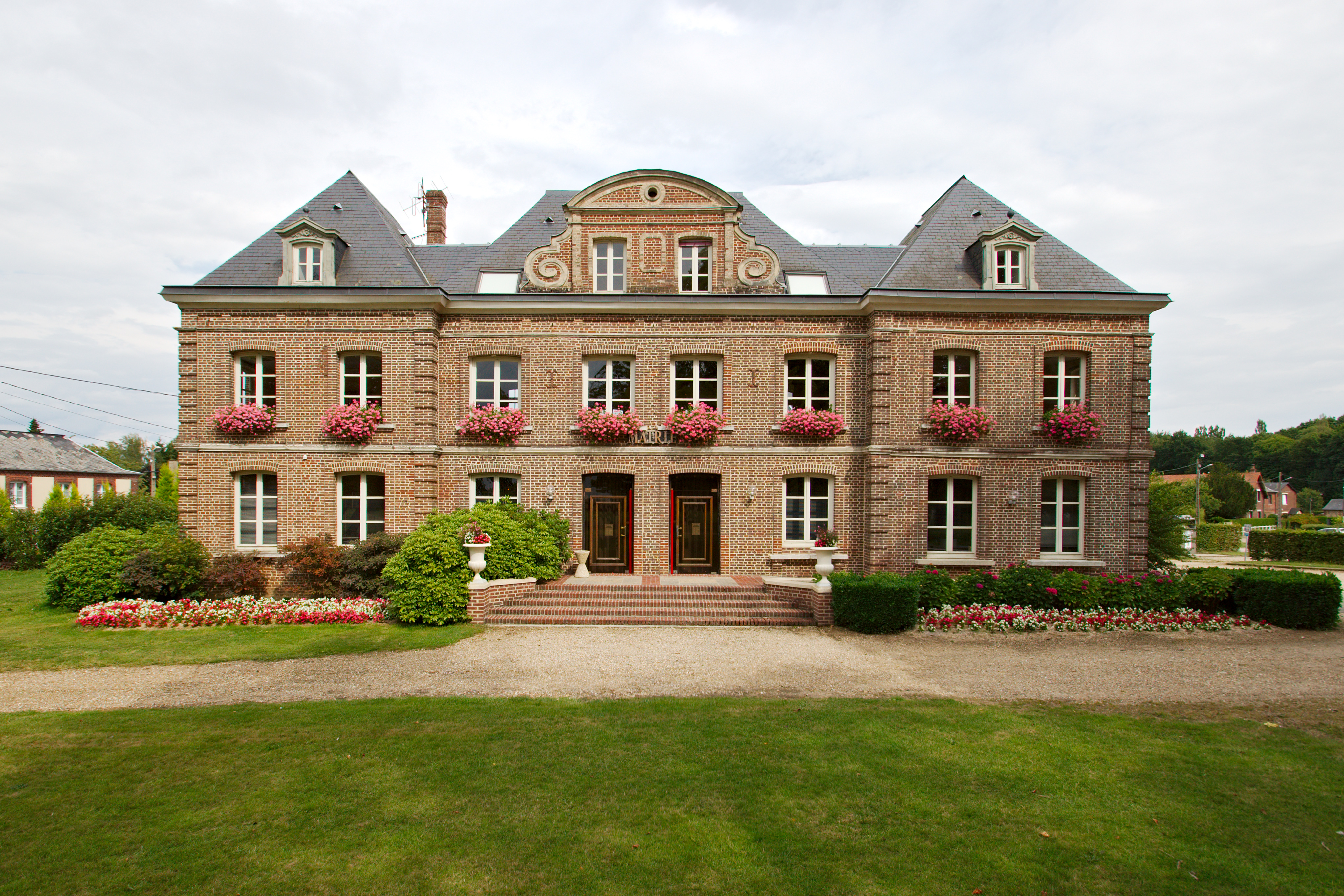
Mairie de Saint-Jacques-sur-Darnétal.

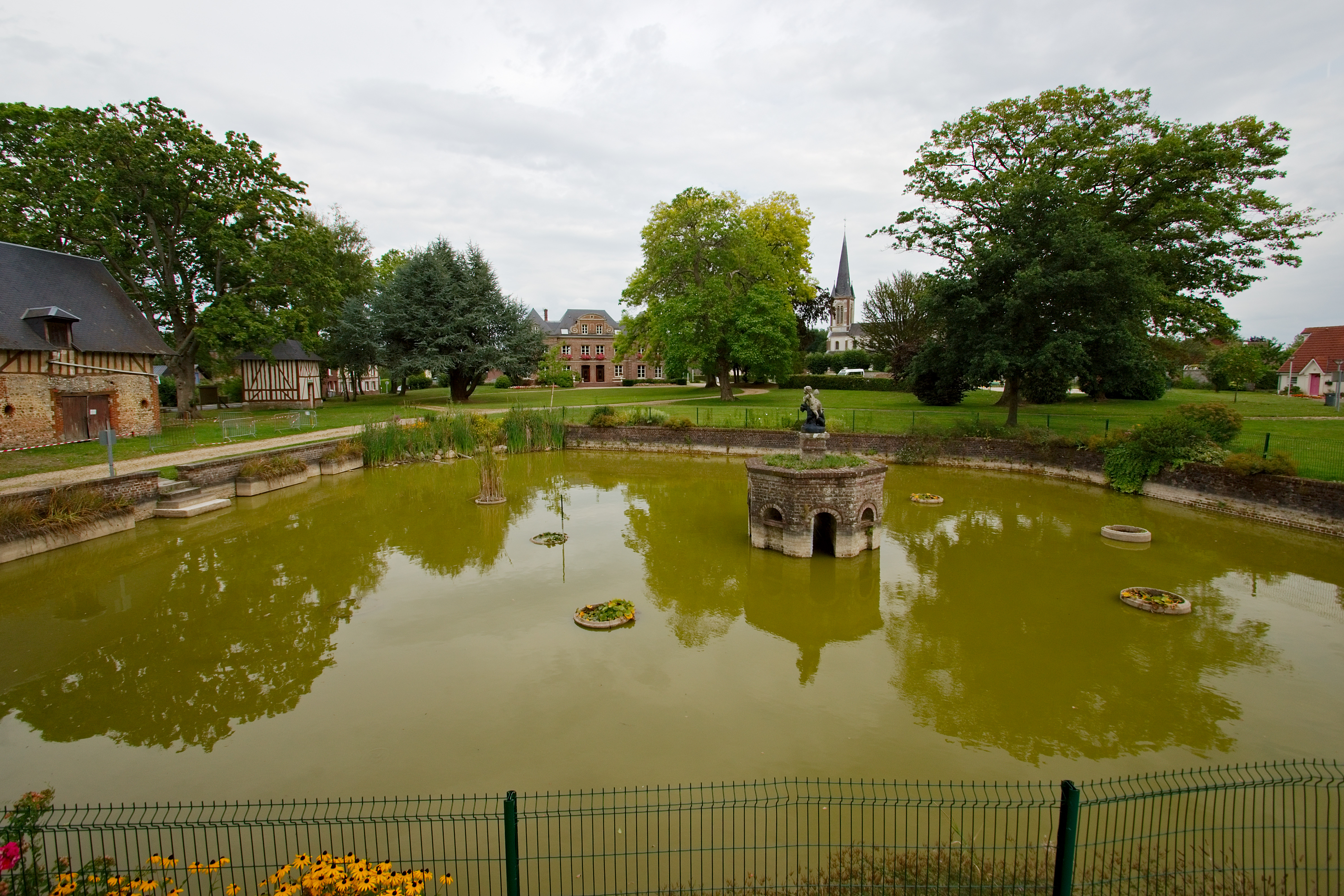
Bassin du parc de la mairie de Saint-Jacques-sur-Darnétal.

- Parc de la mairieBassin du parc de la mairie de Saint-Jacques-sur-Darnétal.
- Église Saint-Jacques

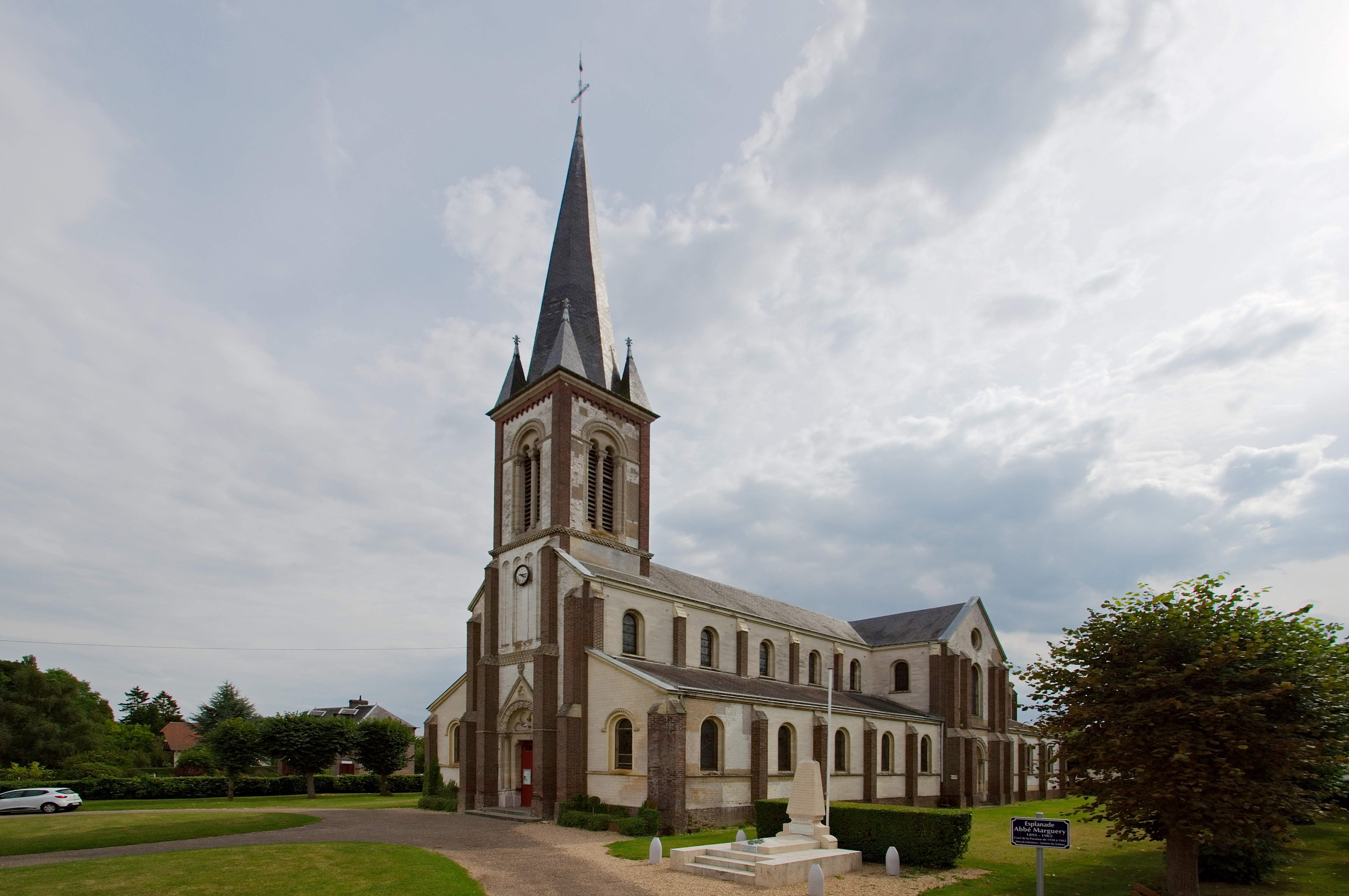
Église Saint-Jacques rue de Verdun.
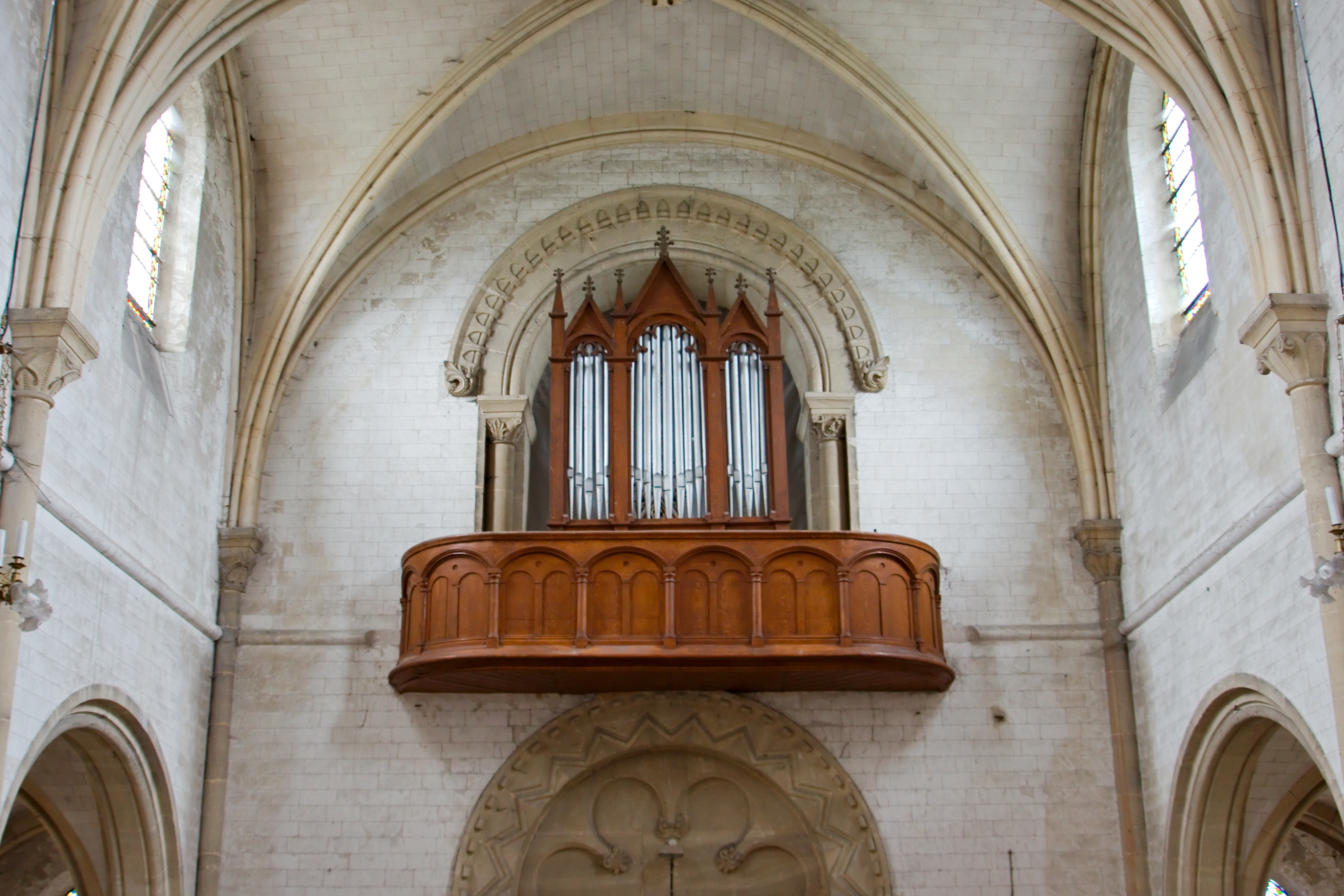
Grand orgue de l’église Saint-Jacques.
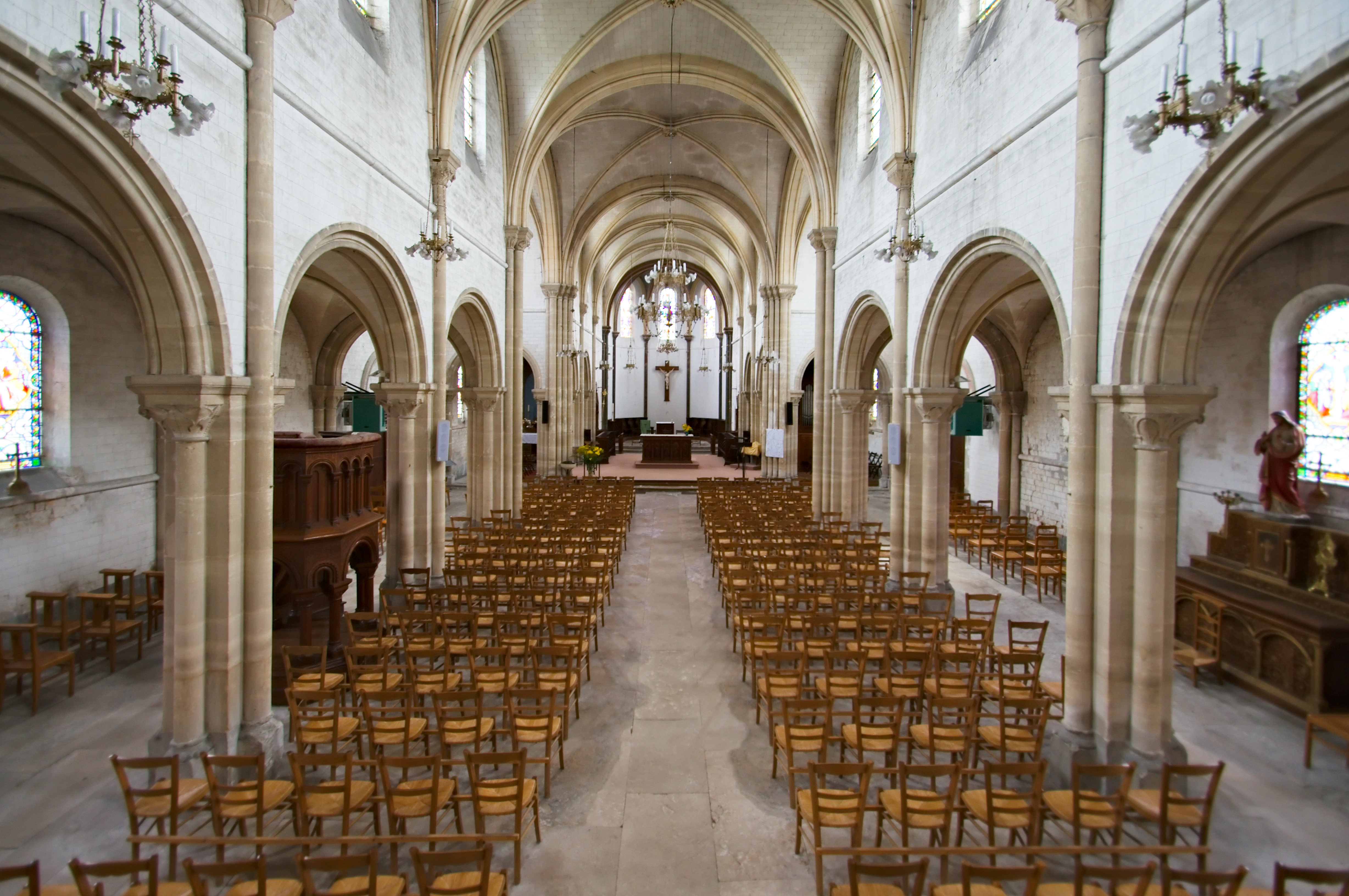
Intérieur de l’église Saint-Jacques.
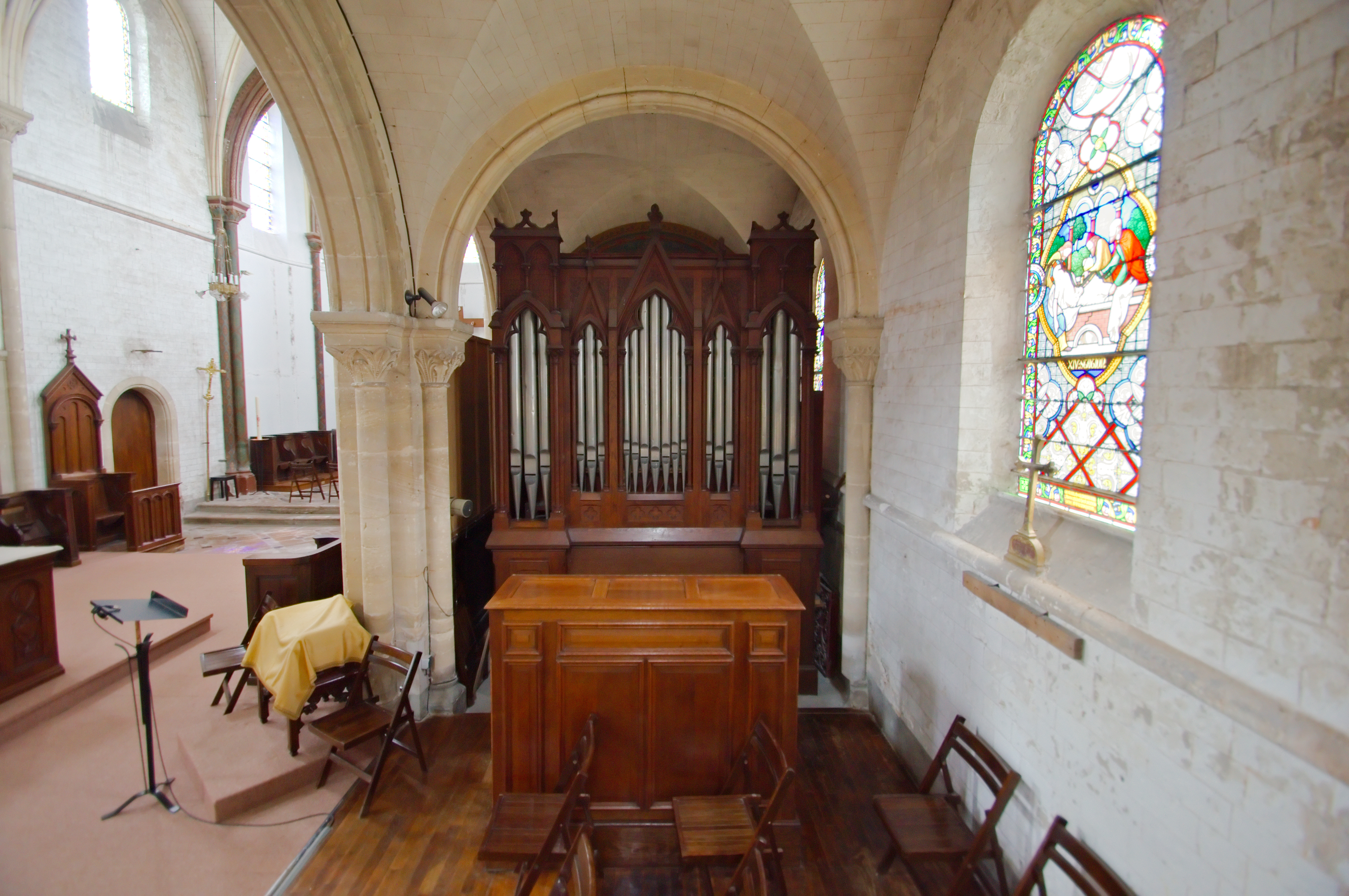
Petit orgue de l’église Saint-Jacques.
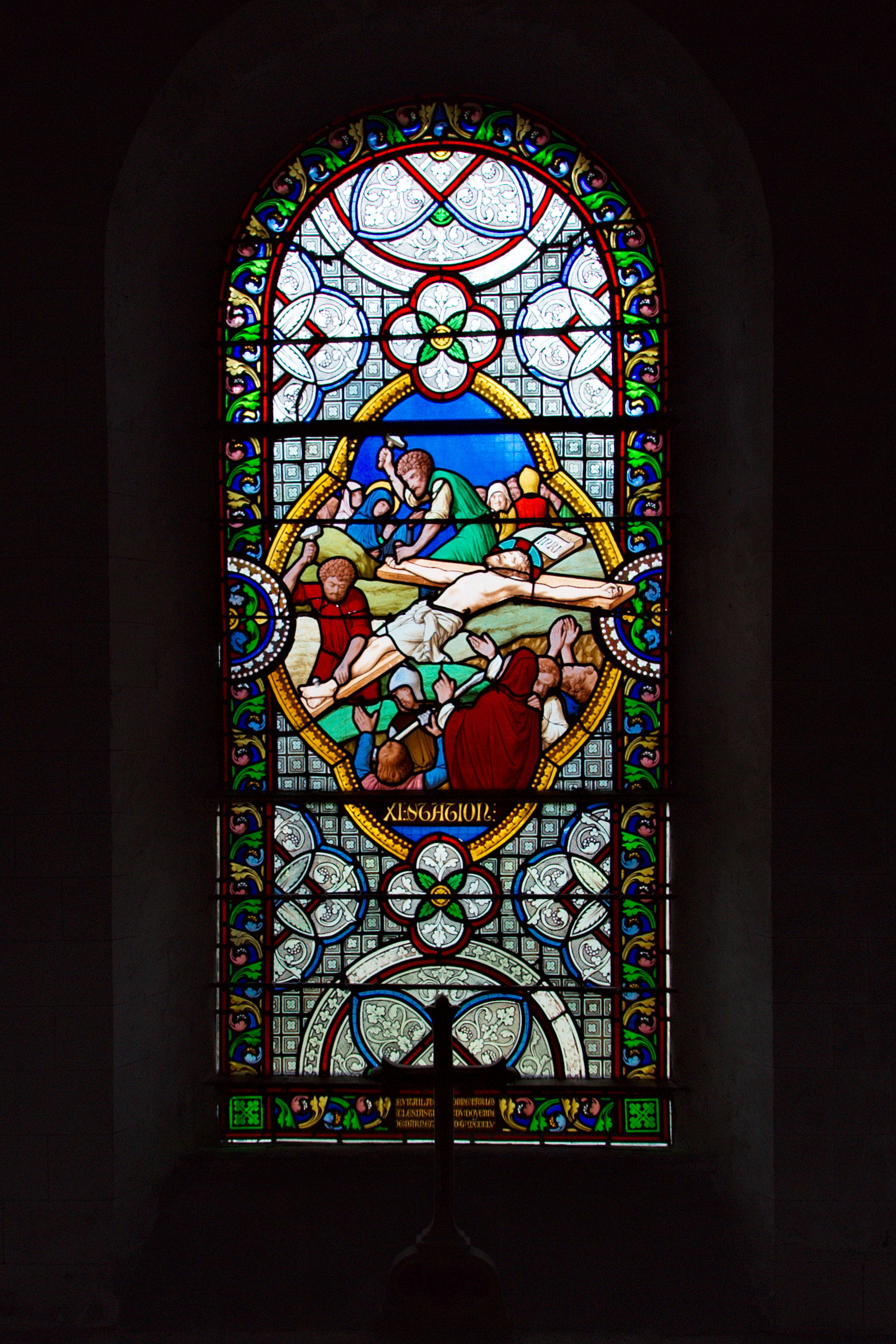
Vitrail de l’église Saint-Jacques : Station 11, Jésus est cloué sur la croix à Saint-Jacques-sur-Darnétal.

- Chapelle Notre-Dame (Quévreville-la-Milon). Elle a été reconstruite en 1828 à l’initiative de la famille Gaillard, connue pour les trois frères qui avaient épousé la cause royaliste des Chouans. La fille du perruquier de Louis XVI, Bénédicte de Cléry, a été inhumée dans le cimetière de la chapelle.Chapelle rue des Canadiens à Quévrevile-la-Milon.

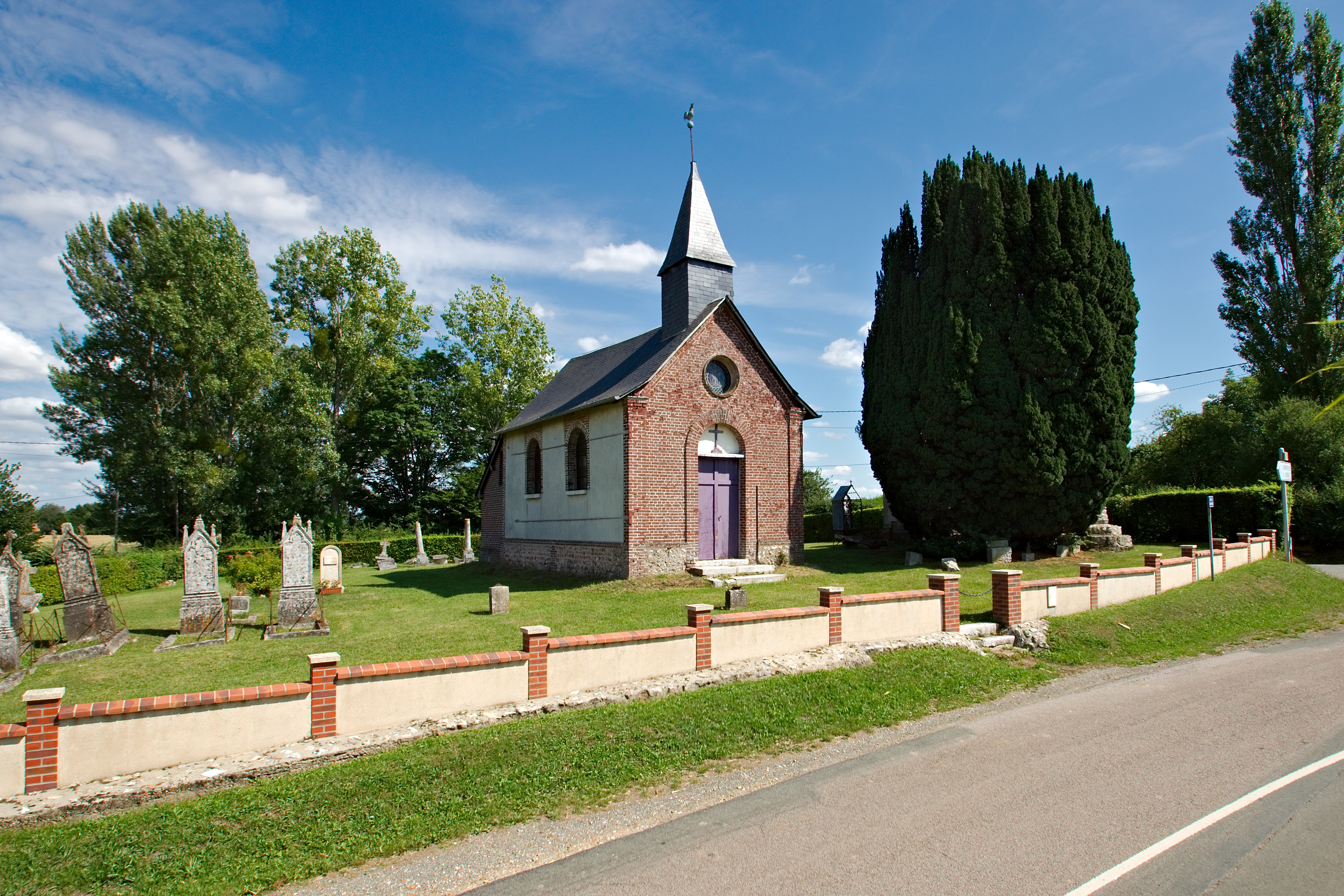
Chapelle rue des Canadiens à Quévrevile-la-Milon.

### Personnalités liées à la commune
- Charles Frechon, peintre impressionniste de l’École de Rouen, possédait une résidence secondaire dans le hameau de Quévreville-la-Milon.
- Suzanne Fouché.

## Pour approfondir